# Seelingstädt (Trebsen)
Seelingstädt ist ein Ortsteil der sächsischen Kleinstadt Trebsen/Mulde im Landkreis Leipzig.

## Geografie
Seelingstädt liegt etwa 5,5 Kilometer nördlich von der Großenkreisstadt Grimma. Durch den Ort führt die Staatsstraße 47 Grethen–Kühren. Südlich des Ortes verläuft die Bundesautobahn 14, die nächstgelegene Anschlussstellen sind Grimma oder Klinga/Ammelshain.
Nachbarorte von Seelingstädt sind Trebsen/Mulde im Nordosten, Nerchau im Osten, Bahren und Dorna im Südosten, Hohnstädt im Süden, Beiersdorf im Südwesten, Klinga und Staudtnitz im Westen sowie Altenhain im Nordwesten.

## Geschichte

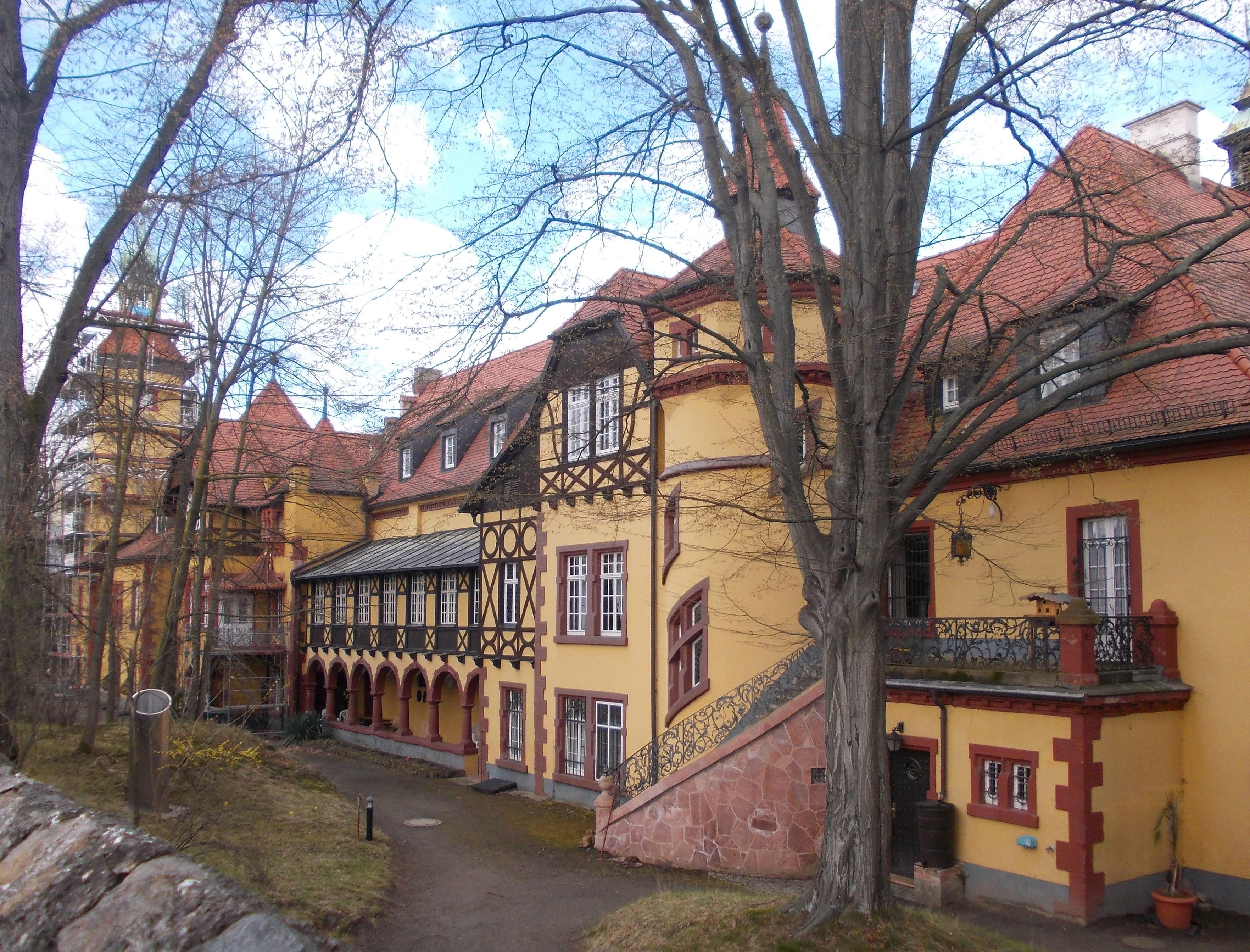
Herrenhaus des Rittergutes

Die erste belegte Ortsnamenform datiert von 1251 als Seligistat in einer Urkunde anlässlich einer Zinsabgabe an die Nonnen des Klosters Nimbschen. 1429/30 litt der Ort unter dem Einfall der Hussiten. 1445/47 existierte am Ort bereits ein Rittersitz, welcher 1551 zum Rittergut erhoben wurde. Das Herrenhaus wurde auf dem Standort einer frühen hölzernen Burg errichtet.
Im Deutsch-Französischen Krieg 1870/71 verlieren 3 Seelingstädter ihr Leben. August Schumann nennt 1824 im Staats-, Post- und Zeitungslexikon von Sachsen Seelingstädt betreffend u. a.:

„[…] ein mäßiges Kirchdorf des Erbamtes Grimma […], gehört zum dasigen altschriftsässigen v. Döring’schen Rittergute, […]. Es hat in etwa 50 Häusern gegen 300 Bewohner, 7 Hufen guten Feldes, und einigen Wald; 1789 zählte man 120 Kühe. Acht Schocke gehören zum Rittergut Pausitz bei Wurzen, folglich ins Wurzner Amt. […] Noch sind hier eine Schule, eine Wasser- und eine Windmühle. […] Das Rittergut trägt ein Ritterpferd, hat eine gute Schäferei, etwas Waldung, und besitzt noch Beyersdorf und Staudritz, […]“

Um 1900 fanden die letzten umfassenden Bauarbeiten am Rittergut statt. Am 10. Dezember 1898 erhielt Seelingstädt mit Eröffnung des Bahnhofs „Seelingstädt (b Brandis)“ Eisenbahnanschluss an der Strecke Beucha–Trebsen, am 1. Oktober des darauffolgenden Jahres wurde der Personenverkehr eröffnet.
1912 wurde Seelingstädt an das Netz der öffentlichen Elektrizitätsversorgung angeschlossen. Im Ersten Weltkrieg kommen 18 Bewohner als Soldaten an Kriegsschauplätzen ums Leben. Bis 1937 wurden mittels Pferdefuhrwerken Kohlen aus dem Schacht „Gottes Segen“ zur Verladung zum Bahnhof transportiert. Aus dem Zweiten Weltkrieg kehrten 40 Männer nicht zurück.
1945 wurden die letzten Besitzer des Ritterguts enteignet und das Anwesen kam vier Jahre später an den Bischöflichen Stuhl des Bistums Meißen. Es wurde als Altenpflegeheim genutzt und mit einem Anbau versehen. 2004 fanden Sanierungsarbeiten statt. Die Gebäude werden von der Caritas einerseits weiter als Altenpflegeheim, andererseits als Bildungszentrum genutzt.
Von 1959 bis 1963 wurde ein Kindergarten errichtet, welcher zwischen 1970 und 1975 modernisiert wurde. Zudem wurden Kinderkrippe und Hort eingerichtet.
Zum 1. Januar 1994 wurde Seelingstädt nach Trebsen eingemeindet.
Eine Fusion der damaligen Gemeinden Seelingstädt und Altenhain sowie der Ortschaft Beiersdorf (Grimma) zu einer Gemeinde Schluck dahmals fehl. Und somit ist Seelingstädt im Jahr 2024
30 Jahre eingemeindet. Bis heute gilt der Einigungsvertrag von 1994 zwischen der Gemeinde Seelingstädt (Sachsen) und der Stadt Trebsen die nur in teilweiser Hinsicht umgesetzt worden ist.
Am 28. September 1997 wurde der Personenverkehr auf dem Schienenabschnitt Beucha–Trebsen eingestellt. 2001 wurde mit einer Festwoche die 750. Wiederkehr der ersten urkundlichen Erwähnung des Ortes gefeiert.
2006 wurden infolge des abgesenkten Wasserspiegels des Wallteiches, Turmfundamente einer 1251 erwähnten Wasserburg sichtbar. Die Existenz einer solchen Anlage war seit längerem bekannt und konnte nun erstmals wieder lokalisiert werden. Im 17. Jahrhundert wurde die Burg abgetragen und der Wallteich zur Fischzucht angelegt.

## Entwicklung der Einwohnerzahl
| Jahr | Einwohnerzahl                              |
| ---- | ------------------------------------------ |
| 1551 | 25 besessene Mann, 36 Inwohner, 14 ¾ Hufen |
| 1764 | 25 besessene Mann, 29 Häusler, 7 Hufen     |
| 1834 | 342                                        |
| 1871 | 386                                        |
| 1890 | 418                                        |

| Jahr | Einwohnerzahl |
| ---- | ------------- |
| 1910 | 595           |
| 1925 | 609           |
| 1939 | 696           |
| 1946 | 848           |
| 1950 | 904           |

| Jahr | Einwohnerzahl |
| ---- | ------------- |
| 1964 | 841           |
| 1990 | 769           |
| 1993 | 727           |
| 2022 | 623           |

## Politik
Der Ortschaftsrat in Seelingstädt kümmert sich um die Problematiken der Bürger und setzt sich für ein schöneres Ortsbild ein.
Seit 2022 ist Stefan Müller (CDU) Bürgermeister der Stadt Trebsen.

## Vereine
In Seelingstädt steht Vereinsleben an großer Bedeutung, unter anderem das Kegeln des SV Seelingstädt, das Dorfleben mit ihrem Dorffest, der Heimatverein mit dem Speicher und viele weitere Vereine prägen das Ortsbild.
Seit 1940 gibt es in Seelingstädt die Freiwillige Feuerwehr, sie hat eine große Bedeutung im Ort und wird sehr geehrt sowie ihre Abreibt von den Einwohnern sehr geschätzt. Schon vor 1940 gab es in Seelingstädt eine Pflichtfeuerwehr, über diese ist nur wenig bekannt.

## Kirche

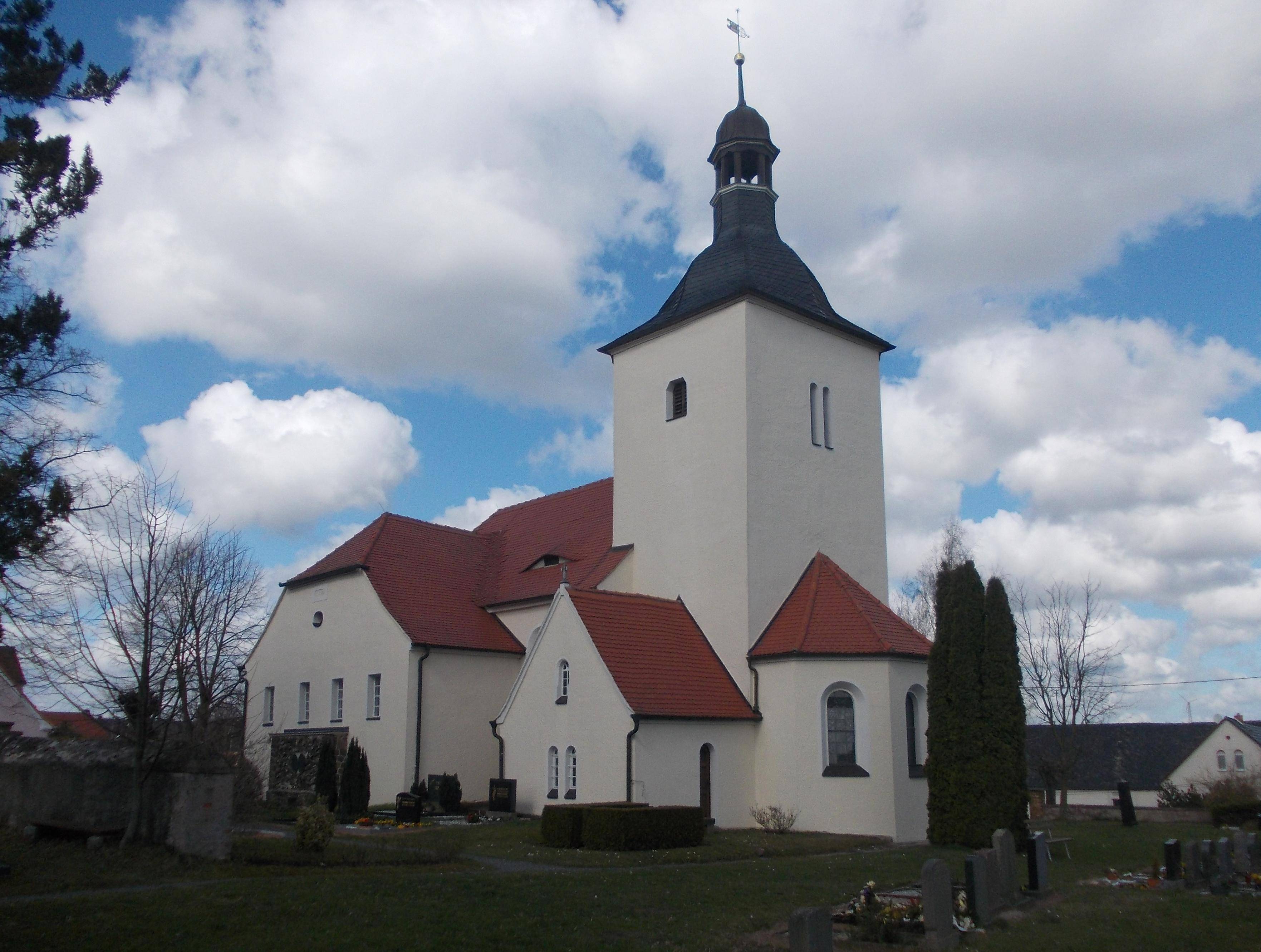
Dorfkirche

Das Entstehungsjahr der hiesigen Kirche ist unbekannt. 1717 ließ Rittergutsbesitzer Johann Geoerge Joachim von Döring das Kirchenschiff erweitern. Er überließ die an der Westseite des Langhauses gelegene Kapelle der Gemeinde und ließ seine private Loge an der Südseite des Kirchenschiffs errichten. Sein Sohn Joachim Friedrich von Döring ließ die Arbeiten 1783 vollenden, seine Initialen künden noch heute in der Wetterfahne des Turmes. 1875 wurden die Glocken geweiht, sie wurden jedoch bereits im Ersten Weltkrieg abgenommen. 1922 wurde ein neues Geläut geweiht, wovon eine Glocke ein Geschenk von Mary Bretschneider-Bodemer zum Gedenken an ihren gefallenen Sohn ist. Der Kircheninnenraum wurde 1928 ausgemalt. Die private Loge der Rittergutsbesitzer wurde 1954 zu einem Unterrichtsraum umgebaut.
1995 wurde das Dach des Kirchenschiffs erneuert, 1999 der Kirchturm grundlegend instand gesetzt.

## Kriegerdenkmal
In Seelingstädt erinnert ein Denkmal noch heute an die Hinterbleibenden des Krieges. Immer zum Totensonntag wird ein Kranz niedergelegt.

## Industrie / Wirtschaft
In Seelingstädt gibt es viele kleine und mittelständische Unternehmen.
Auch prägen die Solarparks Außerhalb Seelingstädt den Ort, ihre Standorte sind wie folgt aufgeteilt:
- Solarpark Seelingstädt Am Bahnhof
- Solarpark Seelingstädt Klingaer Str.
- Solarpark Trebsen Seelingstädter Str.

## Besonderheit
In Deutschland gibt es zwei Seelingstädt: das in Sachsen und das in Thüringen, beide Orte tragen eine langjährige Partnerschaft und Freundschaft aus.